# Cantó de Lo Vigan

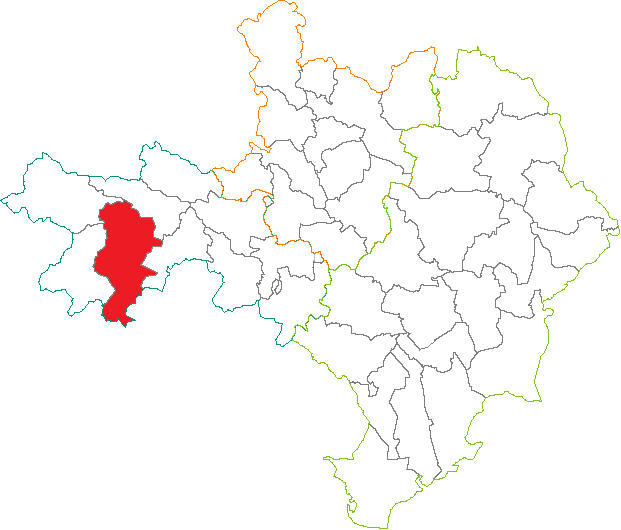
El Cantó al departament del Gard

El cantó de Lo Vigan és un cantó del departament francès del Gard, inclòs en el districte de Lo Vigan.

## Municipis

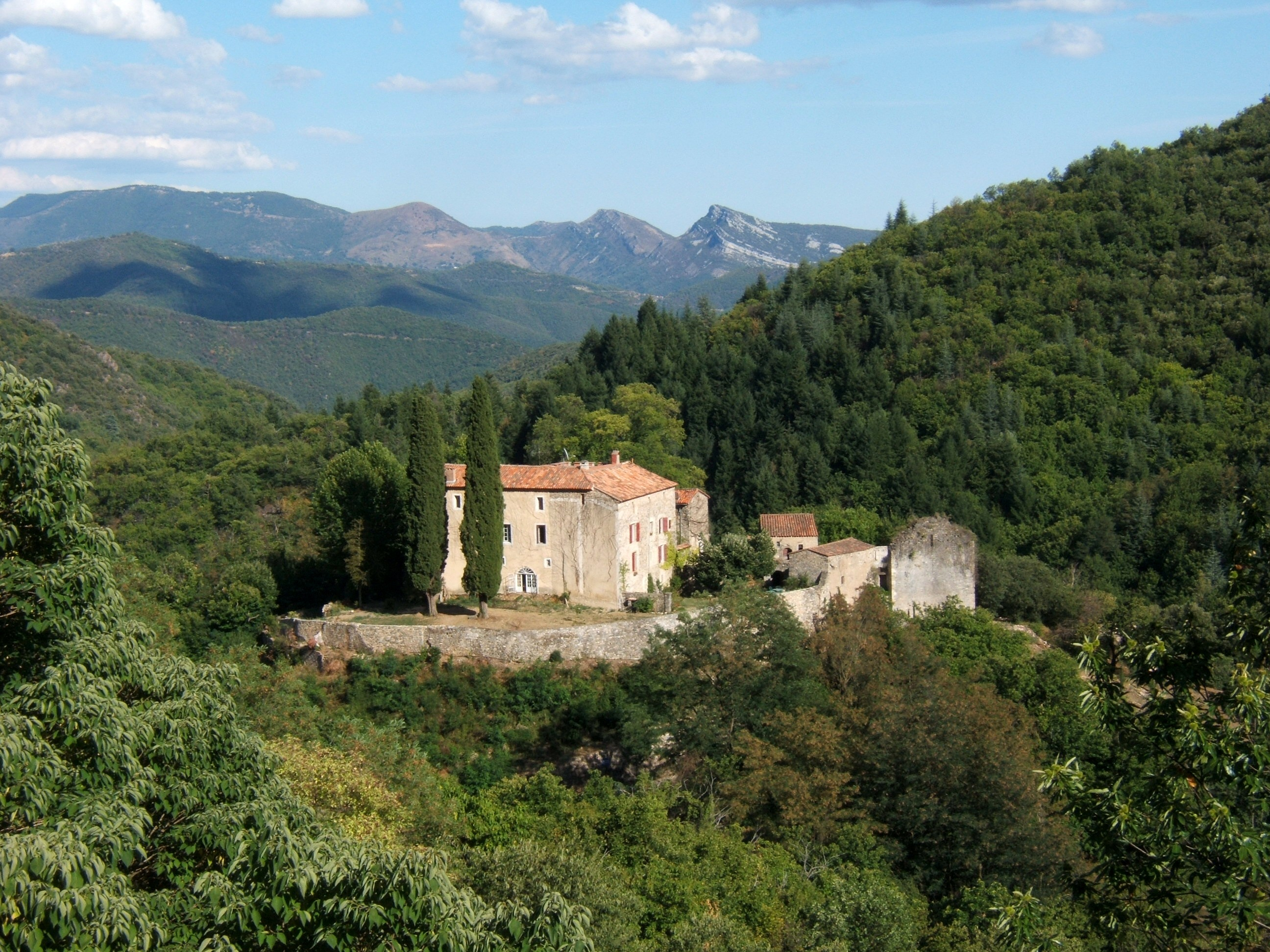
Castell de Mandagon

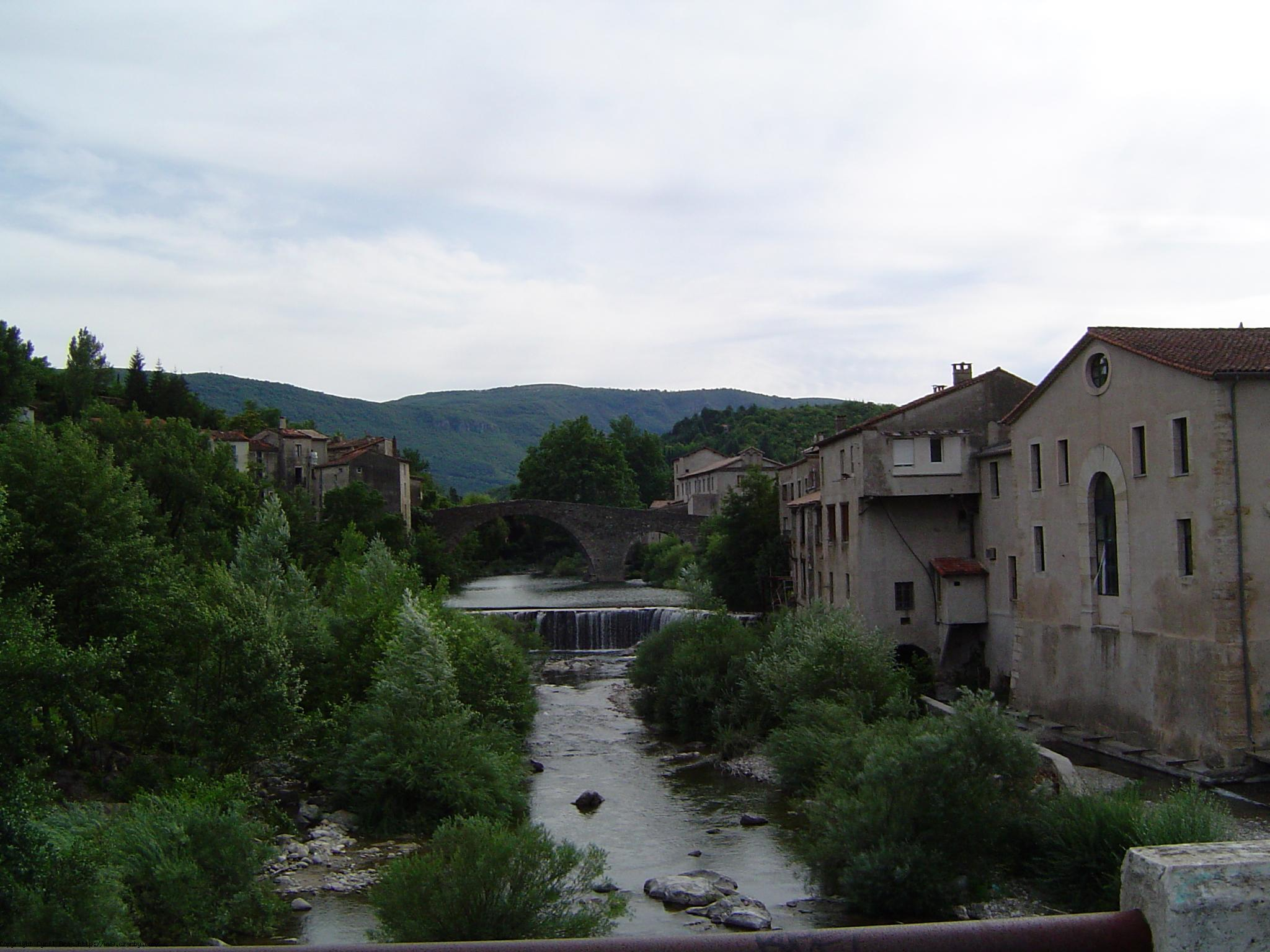
Pont vell de Lo Vigan

- Arfi
- Arre
- Aulaç
- Avesa
- Beç e Esparron
- Brèu e Salagòssa
- Mandagon
- Març
- Molièras e Cavalhac
- Montdardièr
- Pomièrs
- Rògas
- Lo Vigan